# Mistrzostwa Europy w Boksie 1963
XV Mistrzostwa Europy w Boksie (mężczyzn) odbyły się w dniach 26 maja – 2 czerwca 1963 w Moskwie. Startowało 133 uczestników z 18 państw, w tym dziesięciu reprezentantów Polski.

## Medaliści

### Waga musza
| Złoto               | Srebro                    | Brąz                                          |
| ------------------- | ------------------------- | --------------------------------------------- |
| Wiktor Bystrow ZSRR | Stefan Panajotow Bułgaria | Constantin Ciucă Rumunia · Paolo Vacca Włochy |

### Waga kogucia
| Złoto               | Srebro                      | Brąz                                    |
| ------------------- | --------------------------- | --------------------------------------- |
| Oleg Grigorjew ZSRR | Branislav Petrić Jugosławia | Nicolae Puiu Rumunia · Rainer Poser NRD |

### Waga piórkowa
| Złoto                      | Srebro                   | Brąz                                          |
| -------------------------- | ------------------------ | --------------------------------------------- |
| Stanisław Stiepaszkin ZSRR | Giovanni Girgenti Włochy | Jerzy Adamski Polska · Andrei Olteanu Rumunia |

### Waga lekka
| Złoto             | Srebro               | Brąz                                             |
| ----------------- | -------------------- | ------------------------------------------------ |
| János Kajdi Węgry | Boris Nikonorow ZSRR | Antero Halonen Finlandia · Giuseppe Sabri Włochy |

### Waga lekkopółśrednia
| Złoto              | Srebro             | Brąz                                     |
| ------------------ | ------------------ | ---------------------------------------- |
| Jerzy Kulej Polska | Aloizs Tumiņš ZSRR | Bruno Arcari Włochy · Gerhard Dieter RFN |

### Waga półśrednia
| Złoto                 | Srebro                 | Brąz                                                |
| --------------------- | ---------------------- | --------------------------------------------------- |
| Ričardas Tamulis ZSRR | Silvano Bertini Włochy | János Kálmán Węgry · Bohumil Němeček Czechosłowacja |

### Waga lekkośrednia
| Złoto              | Srebro               | Brąz                                        |
| ------------------ | -------------------- | ------------------------------------------- |
| Boris Łagutin ZSRR | Andrew Wyper Szkocja | Siegfried Olesch NRD · Virgil Badea Rumunia |

### Waga średnia
| Złoto                     | Srebro            | Brąz                                               |
| ------------------------- | ----------------- | -------------------------------------------------- |
| Walerij Popienczenko ZSRR | Ion Monea Rumunia | Emil Schulz RFN · Dragoslav Jakovljević Jugosławia |

### Waga półciężka
| Złoto                         | Srebro               | Brąz                                                        |
| ----------------------------- | -------------------- | ----------------------------------------------------------- |
| Zbigniew Pietrzykowski Polska | Danas Pozniakas ZSRR | František Poláček Czechosłowacja · Bernard Thebault Francja |

### Waga ciężka
| Złoto                      | Srebro               | Brąz                                     |
| -------------------------- | -------------------- | ---------------------------------------- |
| Josef Němec Czechosłowacja | Andriej Abramow ZSRR | Klaus Degenhardt NRD · Dante Cané Włochy |

## Występy Polaków
- Józef Wiatrzyk (waga musza) przegrał pierwszą walkę w ćwierćfinale z Wiktorem Bystrowem (ZSRR)
- Brunon Bendig (waga kogucia) przegrał pierwszą walkę w eliminacjach z Michaiłem Micewem (Bułgaria)
- Jerzy Adamski (waga piórkowa) wygrał w ćwierćfinale z Paulem Budde (RFN) i przegrał w półfinale ze Stanisławem Stiepaszkinem (ZSRR) zdobywając brązowy medal
- Józef Grudzień (waga lekka) wygrał w eliminacjach z  Brendanem O'Sullivanem (Anglia), a w ćwierćfinale przegrał z Jánosem Kajdim (Węgry)
- Jerzy Kulej (waga lekkopółśrednia) wygrał w eliminacjach z Wilfredem Ruhlem (NRD), w ćwierćfinale z Ladislavem Hecejem (Czechosłowacja), w półfinale z Bruno Arcarim (Włochy) i w finale z Aloizsem Tumiņšem (ZSRR) zdobywając złoty medal
- Rudolf Hajek (waga półśrednia) przegrał pierwszą walkę w eliminacjach z Brunonem Guse (NRD)
- Andrzej Siodła (waga lekkośrednia) przegrał pierwszą walkę w eliminacjach z Borisem Łagutinem (ZSRR)
- Henryk Dampc (waga średnia) przegrał pierwszą walkę w eliminacjach z Ionem Moneą (Rumunia)
- Zbigniew Pietrzykowski (waga półciężka) wygrał w ćwierćfinale z Kiriłem Pandowem (Bułgaria), w półfinale z Františkiem Poláčkiem (Czechosłowacja) i w finale z Danasem Pozniakasem (ZSRR) zdobywając złoty medal
- Władysław Jędrzejewski (waga ciężka) przegrał pierwszą walkę w ćwierćfinale z Josefem Němecem (Czechosłowacja)